# Zespół międzymózgowiowy
Zespół międzymózgowiowy (zespół diencefaliczny; ang. diencephalic (psycho)syndrome) – zespół objawów psychoorganicznych charakterystyczny dla uszkodzenia międzymózgowia.
Na objawy zespołu składają się:
- zahamowanie lub pobudzenie prostych popędów
  - żarłoczność
  - polidypsja
  - pobudzenie seksualne
- apatia, hipopatia
- dystymia
- dysforia
- krótkotrwałe zmiany nastroju – napady dystymiczne (afektywne)
- wzmożona potrzeba snu.

Termin zespołu międzymózgowiowego upowszechnili m.in. Georg Stertz (1929), Gustav Wilhelm Störring (1938), Ratner, Bychowski, i Kretschmer (1949). Kiyoshi Kato i wsp. zdefiniowali pojęcie "diencephalosis" jako zespół międzymózgowiowy rozwijający się na podstawie endogennej dysfunkcji tej części mózgu bez zewnętrznej przyczyny.